# Aécio Neves
Aécio Neves da Cunha (Belo Horizonte, 1960. március 10. – ) brazil politikus, közgazdász, Minas Gerais állam volt kormányzója, elnökjelölt a 2014-es brazíliai elnökválasztáson.